# Luis Milla
Pour les articles homonymes, voir Milla.
Luis Milla Aspas, né  le 12 mars 1966 à Teruel (Aragon, Espagne), est un ancien joueur international espagnol de football, reconverti dans les fonctions d'entraîneur.
Son fils Luis Milla Manzanares est footballeur professionnel.

## Biographie

### Carrière en club
Formé à La Masia, Luis Milla joue au poste de meneur de jeu avec le FC Barcelone (1984-1990) sous les ordres de Johan Cruyff. Il évolue également sous les maillots du Real Madrid (1990-1997) et du Valence CF (1997-2001).
Au cours de sa carrière, il dispute un total de 298 matchs en première division espagnole, marquant six buts.
Il participe régulièrement aux compétitions continentales européennes, prenant part notamment à onze matchs en Ligue des champions, 22 en Coupe de l'UEFA, 14 en Coupe des coupes, et deux en Supercoupe de l'UEFA. Il joue notamment la finale de la Coupe des coupes en 1989, remportée par le Barça face à la Sampdoria, et les demi-finales de la Coupe de l'UEFA en 1992, face au Torino.
Luis Milla reçoit trois sélections avec l'équipe d'Espagne. Il joue son premier match en équipe nationale le 15 novembre 1989, contre la Hongrie. Ce match gagné sur le large score de 4-0 rentre dans le cadre des éliminatoires du mondial 1990. Il joue ensuite deux matchs amicaux, contre la Suisse et la Tchécoslovaquie.

### Carrière d'entraîneur
En 2008, Luis Milla est nommé sélectionneur de l'équipe d'Espagne des moins de 19 ans en remplacement de Vicente del Bosque devenu sélectionneur de l'équipe A. Avec l'équipe des moins de 19 ans, Milla a obtenu la médaille d'or aux Jeux méditerranéens 2009 et la médaille d'argent au Championnat d'Europe 2010.
À partir de 2010, Luis Milla est le sélectionneur de l'équipe d'Espagne espoirs. Il remporte avec cette équipe le championnat d'Europe espoirs 2011, en battant la Suisse en finale. Il est limogé le 7 août 2012, après l'élimination de l'Espagne dès le premier tour des Jeux olympiques de Londres.
Le 22 février 2013, Luis Milla signe un contrat avec Al-Jazira Club à Abou Dabi. Milla et son adjoint Thomas Christiansen sont limogés le 28 octobre 2013. Luis Milla est remplacé par Walter Zenga.
Lors de la saison 2015-2016, il entraîne le CD Lugo en deuxième division espagnole.
En juin 2016, il est recruté par le Real Saragosse, avec l'objectif de monter en D1. Il est limogé en octobre après six matches sans victoire.
En janvier 2017, Luis Milla devient sélectionneur de l'Indonésie. Il quitte son poste le 22 octobre 2018.
Le 19 août 2022, Milla a été annoncé en tant que nouveau manager de Persib Bandung.

## Palmarès

### Joueur
- Finaliste de la Ligue des champions en 2000 et 2001 avec le Valence CF (ne joue pas les finales)
- Champion d'Espagne en 1985 avec le FC Barcelone ; en 1995 et 1997 avec le Real Madrid
- Vice-champion d'Espagne en 1989 avec le FC Barcelone ; en 1992 et 1993 avec le Real Madrid
- Vainqueur de la Coupe des Coupes en 1989 avec le FC Barcelone
- Finaliste de la Supercoupe de l'UEFA en 1989 avec le FC Barcelone
- Vainqueur de la Coupe d'Espagne en 1990 avec le FC Barcelone ; en 1993 avec le Real Madrid ; en 1999 avec le Valence CF
- Finaliste de la Coupe d'Espagne en 1992 avec le Real Madrid
- Vainqueur de la Supercoupe d'Espagne en 1993 avec le Real Madrid
- Finaliste de la Supercoupe d'Espagne en 1995 avec le Real Madrid

### Entraîneur
- Vainqueur du championnat d'Europe espoirs en 2011 avec l'équipe d'Espagne espoirs

### Distinction personnelle
- Prix Don Balón (meilleure révélation de la Liga) en 1989